# Megan Gay
Megan Gay (* 1967 in Napier, Neuseeland) ist eine neuseeländische Schauspielerin.

## Biografie
Gay studierte von 1986 bis 1988 an der University of Auckland Germanistik und Anglistik. Nach Abschluss ihres Schauspielstudiums am Londoner City Literary Institute 1993, zog sie nach Berlin. Seitdem ist sie sowohl auf der Bühne als auch in Film und Fernsehen präsent. In Berlin hat sie Theater in englischer Sprache gespielt z. B. Alice in Closer vom Patrick Marber und Vita Sackville-West in Vita & Virginia von Eileen Atkins. Sie wirkte unter anderem in deutschen Krimireihen wie Tatort und auch internationalen Kinofilmen wie Æon Flux und Speed Racer mit.

## Filmografie (Auswahl)
- 2004: Beyond the Sea
- 2005: One Day in Europe
- 2005: V wie Vendetta (V for Vendetta)
- 2005: Æon Flux
- 2006: Armageddon – Der Einschlag (Super Comet: After the Impact)
- 2006: Ørnen: En krimi-odyssé (Der Adler – Die Spur des Verbrechens)
- 2007: GSG 9 – Ihr Einsatz ist ihr Leben (Fernsehserie, Folge 1x08)
- 2008: Berlin Calling
- 2008: Speed Racer
- 2008: Post Mortem (Fernsehserie, Folge 2x02)
- 2009: Tatort – Familienaufstellung
- 2010: Tom Atkins Blues
- 2011: Hindenburg
- 2013: Art Girls
- 2014: Tatort – Großer schwarzer Vogel
- 2014: 14 – Tagebücher des Ersten Weltkriegs (Miniserie, Folge 1x06)
- 2015: Freistatt
- 2015: Weak Heart Drop
- 2016: Gut zu Vögeln
- 2017: Forget About Nick
- 2018: Just Push Abuba (Fernsehserie, Folge 1x03)
- 2018: You Are Wanted (Fernsehserie, drei Folgen)
- 2018: Ein Sommer in Vietnam
- 2019: Ein Sommer in der Toskana
- 2022: Das Netz – Prometheus (Fernsehserie)
- 2022: Ramstein – Das durchstoßene Herz
- 2022: Großstadtrevier (Fernsehserie, Folge 36x10)